# Пришиб (станція)
При́шиб — проміжна залізнична станція 4-го класу Запорізької дирекції Придніпровської залізниці на електрифікованій лінії Запоріжжя I — Федорівка між станціями Плодородна (11 км) та Бурчацьк (11 км). Розташована в селищі Пришиб Василівського району Запорізької області.

## Історія
Виникнення селища Пришиб пов'язано з прокладання головного ходу приватної Лозово-Севастопольської залізниці у другій половині XIX століття. На місці, де новозбудована залізниця перетинала ґрунтовий шлях Нікополь — Великий Токмак, поблизу волосного центру села Михайлівки споруджено станцію у 1874 році, яка отримала назву Михайлівка. Навколо неї почали оселятися спочатку її будівельники, а згодом й залізничники.
У 1894 році Лозово-Севастопольська залізниця об'єднана з Курсько-Харково-Азовською, на якій вже була відкрита станція під такою ж назвою — Михайлівка. Аби уникнути плутанини, таврійську станцію й селище при ній було перейменовано в Пришиб.
У 1969 році станція електрифікована постійним струмом (=3 кВ) в складі дільниці Запоріжжя I — Мелітополь.

## Пасажирське сполучення
На станції Пришиб до 24 лютого 2022 року на станції Пришиб зупинялися приміські електропоїзди Мелітопольського напрямку. 
З 30 березня 2020 року на станції призначалася зупинка нічного швидкого поїзда № 69 сполученням Львів — Маріуполь лише в одному напрямку (з 12 грудня 2021 року скасована зупинка поїзда).
До 25 жовтня 2020 року на станції зупинявся нічний пасажирський поїзд № 317/318 «Таврія» сполученням Запоріжжя — Одеса (нині скасований).
З 25 лютого 2022 року, у зв'язку з небезпекою курсування поїздів через повномасштабне російське вторгнення в Україну, «Укрзалізниця» тимчасово скасувала рух всіх поїздів далекого та приміського сполучення, що прямують від Запоріжжя до станцій Новоолексіївка / Сиваш.